# クラスニヤール・クラスノヤルスク
クラスニヤール・クラスノヤルスク(Krasny Yar Krasnoyarsk)は、ロシア・クラスノヤルスクに本拠地を置くラグビーユニオンクラブである。本拠地はクラスニヤールスタジアム及びセントラル・スタジアム。ロシアン・ラグビー・チャンピオンシップに所属。

## 歴史
1969年、創設。
2017年、ヨーロピアン・ラグビー・コンティネンタルシールドで準優勝。

## タイトル
- ロシアン・ラグビー・チャンピオンシップ
  - 優勝 12回 (1990年, 1991年, 1992年, 1994年, 1995年, 1996年, 1997年, 1998年, 2000年, 2001年, 2013年, 2015年)
- ヨーロピアン・ラグビー・コンティネンタルシールド
  - 準優勝 1回 (2016-17)

## スコッド
- ボグダン・フェドトコ(ロシア代表)
- ヴァシリー・ドロフェエフ(ロシア代表)
- ユーリ・クシュナレフ(ロシア代表)
- イゴール・ガリノフスキー(ロシア代表)
- ギオルギ・プルイゼ(ジョージア代表)

## 歴代所属選手
- ヴァシリー・アルテミエフ(ロシア代表)
- ヴィクトル・グレセフ(ロシア代表)
- ラシャ・マラグラゼ(ジョージア代表)
- ソソ・マティアシヴィリ(ジョージア代表)
- ラシャ・ロミゼ(ジョージア代表)
- ジャバ・ブレグヴァゼ(ジョージア代表)
- マーティー・バンクス
- ディバン・ルソウ(ナミビア代表)